# Rally de Montecarlo de 1966
El Rally de Montecarlo de 1966, oficialmente 35ème Rally Automobile de Monte Carlo, fue la edición 35º y la primera ronda del Campeonato de Europa. Se celebró en el mes de enero y fue la edición más polémica del rally y uno de los escándalos más sonados de la historia de los rallies. Los tres Mini Cooper S que habían vencido junto al Ford Cortina, que había finalizado cuarto, fueron descalificados por una irregularidad en los faros.
El equipo dirigido por Stuart Turner, el BMC que competía con varios Mini Cooper había dominado el Rally de Montecarlo en las dos ediciones anteriores: 1964 y 1965. Las características de los Mini y las compensaciones en virtud de la cilindrada del reglamento, permitieron a Paddy Hopkirk ganar el primero año y a Timo Mäkinen hacerlo el segundo. Para la edición de 1966 el equipo de Turner alineó cuatro Mini Cooper con motor 1.2 y 100cv en una carrera donde la nieve hizo acto de presencia y el equipo británico dominó la prueba copando los tres primeros puestos con Rauno Aaltonen primero, Timo Mäkinen segundo y Hopkirk tercero.

## Desarrollo

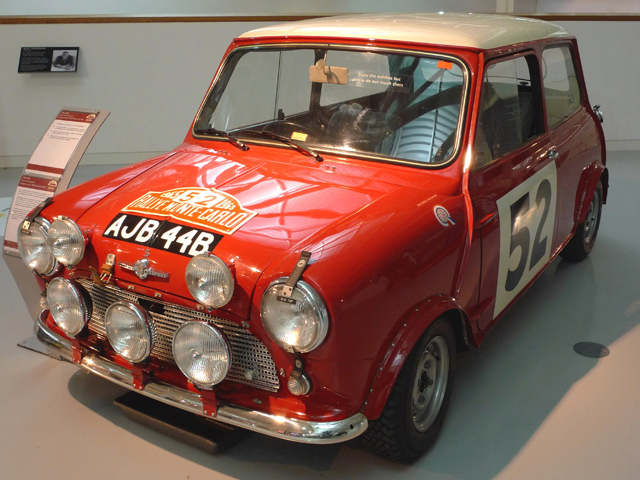
Mini Cooper S de Timo Mäkinen con el que había vencido en la edición de 1965.

Ese año se inscribieron 192 participantes que partieron, para realizar el recorrido de concentración, desde nueve ciudades diferentes: Lisboa, Londres, Bad Homburg, Reims, Oslo, Varsovia, Minsk, Atenas y la propia Montecarlo. Los participantes que salieron del este y de Londres se vieron afectados por las nevadas, pero los Mini y los Citroën DS oficiales, así como los Saab 96 y varios Lancia Flavia alcanzaron la ciudad monegasca sin acumular penalizaciones.
El equipo británico dirigido por Turner, dominó tanto el recorrido común, que consistía en un bucle de 24 horas entre Montecarlo y Chamonix, como la etapa final de clasificación, disputada en los Alpes Marítimos. Los finlandeses Mäkinen y Aaltonen se alternaron en cabeza, muy por delante de Hopkirk que completaba el podio con el tercer Mini. Para cerrar el éxito inglés en Montecarlo, el británico Roger Clark finalizó cuarto con un Ford Cortina Lotus.

### Descalificación y escándalo
Al finalizar la carrera, los comisarios descubrieron que los faros de los Mini eran de yodo con bombillas de un solo filamento y que la luz que emitían era de carretera. Cuando se encendían las luces de cruce, los faros principales se apagaban y se encendían los auxiliares situados en la parrilla. Según la legislación francesa las bombillas de un solo filamento estaban prohibidas y los faros principales debían tener dos filamentos para dar luz larga y de cruce. Por este motivo los tres Mini fueron descalificados, junto al Ford Cortina de Roger Clark y otros dos Ford de Vic Elford y Bengt Söderstrom, y tres participantes más, todos británicos. La victoria fue concedida a Pauli Toivonen que competía con el equipo Citroën a bordo de un Citroën DS. El finlandés, que había finalizado quinto por delante de René Trautmant, Ove Andersson y de Bob Neyret su compañero de equipo, recibió la noticia sorprendido y algo avergonzado.
Stuart Turner presentó una reclamación y vio motivos políticos en la descalificación de sus coches. Alegó que los organizadores no querían ver un equipo británico volver a ganar en Montecarlo por tercera vez consecutiva y que los faros de los Mini eran los del coche de serie y los mismos utilizados en años anteriores. Ese año, el equipo además había tenido que enfrentarse a otros problemas. El Anexo J había entrado en vigor en noviembre de 1965 y pilló al equipo con poco tiempo para preparar los Mini, e incluso BMC tuvo problemas para homologarlo, puesto que el consorcio había dividido la producción bajo las marcas Austin y Morris y tuvo que demostrar que se trataba del mismo coche.
Tras el resultado del Montecarlo, el equipo de los Mini decidió no acudir a la edición de 1967, aunque finalmente estuvieron presentes y logrando la tercera victoria para el equipo, a modo de venganza tras la injusta, según Turner, descalificación del año anterior.
Como curiosidad, veinte años después, el hijo de Pauli, Henri Toivonen venció en Montecarlo a bordo de un Lancia Delta S4, esta vez sin necesidad de descalificar a nadie, lo que sirvió para limpiar el apellido Toivonen.

## Clasificación

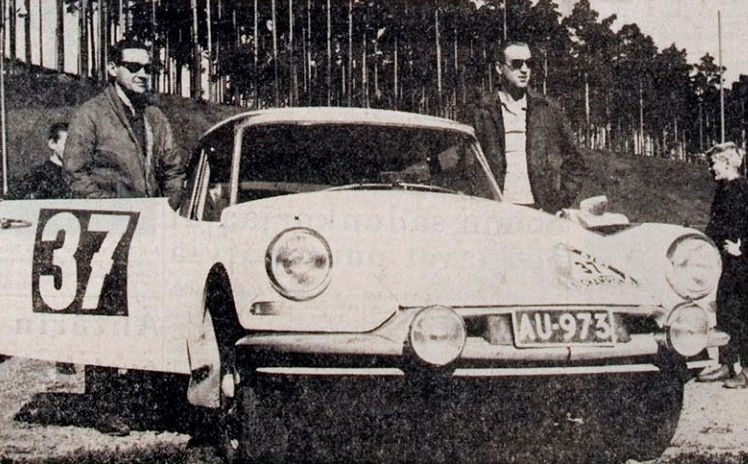
Pauli Toivonen ya había ganado con el Citroën DS. En la imagen en el Rally de Finlandia de 1962 donde logró la victoria.

| Pos. | Piloto         | Copiloto       | Automóvil     |
| ---- | -------------- | -------------- | ------------- |
| 1.   | Pauli Toivonen | Ensio Mikander | Citroën DS    |
| 2.   | René Trautman  | J.P. Hanrioud  | Lancia Flavia |
| 3.   | Ove Andersson  | R. Dahlgreen   | Lancia Flavia |
| 4.   | Bob Neyret     | P. Terramorsi  | Citroën DS    |
| 5.   | Leo Cella      | L. Lombardini  | Lancia Flavia |

| Predecesor: Montecarlo 1965 | Rally de Montecarlo | Sucesor: Montecarlo 1967 |